# 기술이전
기술이전(技術移轉, technology transfer, TT)은 기술의 이전(transfer of technology, TOT)이라고도 불리며, 발명과 과학적 성과를 사회에 이익을 주는 새로운 제품과 서비스로 전환하기 위해 기술을 소유하거나 보유한 사람 또는 조직에서 다른 사람 또는 조직으로 이전(확산)하는 과정이다. 기술이전은 지식 이전과 밀접하게 관련되어 있으며 (그리고 아마도 그 하위 집합으로 간주될 수 있다).
오늘날 기술이전의 포괄적인 정의에는 협력 과정의 개념이 포함되는데, 이는 전 세계적인 과제를 전 세계적인 해결책의 개발을 통해서만 해결할 수 있다는 것이 명확해졌기 때문이다. 지식과 기술의 이전은 혁신 이해관계자들을 연결하고 발명품을 창조자로부터 공공 및 민간 사용자에게 이동시키는 데 중요한 역할을 한다.
지식 재산권(IP)은 연구 결과와 기술 공유에 도움이 되는 환경을 조성하므로 기술 이전의 중요한 도구이다. 2003년 분석에 따르면, 관련 각 조직의 맥락 또는 환경과 동기는 적용되는 기술 이전 방식에 영향을 미친다. 특히 상업적 이익과 정부 이익이 결합될 때 기술 이전의 동기는 조직 수준에서 반드시 동일하지는 않았다. 지식 재산권 보호는 대학 및 연구 기관을 포함한 모든 당사자가 지적 활동의 과학적 성과에 대한 소유권을 보장하고, 사명과 핵심 가치에 따라 지식 재산권 사용을 통제할 수 있도록 한다. 지식 재산권 보호는 학술 기관이 발명품을 마케팅하고, 자금을 유치하며, 산업 파트너를 찾고, 라이선스나 사회 이익을 위한 스타트업 창업과 같은 수단을 통해 신기술의 확산을 보장할 수 있는 역량을 제공한다.

## 실제 사례
기술 이전은 대학, 사업체(소상공인, 중소기업, 대기업 등 모든 규모), 정부 간, 그리고 지정학적 경계 (지리학)를 넘어 공식적, 비공식적, 공개적, 비밀리에 발생할 수 있다. 이는 종종 참여자들 간에 능력, 지식 이전, 기술, 제조 방법, 샘플 및 시설을 공유하려는 공동의 노력으로 이루어진다.
기술 이전 과정은 여러 활동을 포함하며 다양한 방식으로 표현될 수 있지만, 실제로는 선형적 과정을 거의 따르지 않는 유동적이고 역동적인 과정이다. 일반적인 단계는 다음과 같다.
- 지식 창출
- 공개
- 평가 및 심사
- 지식 재산권 보호
- 자금 조달 및 기술 개발
- 마케팅
- 상업화
- 제품 개발, 및
- 영향

기술 이전은 과학 기술 개발이 더 넓은 범위의 사용자에게 접근 가능하도록 하여, 사용자들이 기술을 새로운 제품, 공정, 응용, 재료 또는 서비스로 더욱 발전시키고 활용할 수 있도록 하는 것을 목표로 한다. 이는 지식 이전과 밀접하게 관련되어 있으며 (그리고 아마도 그 하위 집합으로 간주될 수 있다). 수평적 이전은 한 영역에서 다른 영역으로의 기술 이동을 의미한다.
기술 이전은 주로 수평적으로 일어난다. 수직적 이전은 응용 연구 센터에서 연구 개발 부서로 기술이 이동할 때 발생한다.

### 스핀아웃
스핀아웃은 호스트 조직이 신기술을 개발하는 데 필요한 의지, 자원 또는 기술이 없을 때 사용된다. 종종 이러한 접근 방식은 개발 과정에 자금을 조달하는 수단으로 벤처 캐피털(VC)을 모금하는 것과 관련되며, 이는 미국과 유럽 연합에서 흔한 관행이다. 연구 스핀오프 기업은 캐나다에서 상업화의 인기 있는 수단이며, 캐나다 대학 연구의 라이선스 비율은 미국에 비해 훨씬 낮다. 미드-아틀란틱 벤처 협회(MAVA)와 같은 지역 벤처 캐피털 조직 또한 투자자들이 기술 상업화의 잠재력을 평가하는 콘퍼런스를 후원한다.
기술 중개인들은 새로운 세상을 연결하고 과학적 개념이나 과정을 새로운 상황이나 환경에 적용하는 방법을 발견한 사람들이다. 특히 유럽에서 거의 동의어로 사용되는 관련 용어는 "기술 가치화"이다. 개념적으로 이러한 관행은 오랫동안 사용되어 왔지만 (고대에는 아르키메데스가 과학을 실제 문제에 적용한 것으로 유명), 오늘날의 엄청난 연구량과 제록스 PARC 등에서의 실패 사례들이 합쳐져 과정 자체에 초점을 맞추게 되었다.
기술 이전은 하이 테크와 같은 고도로 복잡한 기술이 자본 집약적인 원천에서 저자본 수신자에게 확산되는 것을 포함할 수 있으며(시스템의 의존성과 취약성 측면을 포함할 수 있음), 또한 반드시 하이테크나 고가의 기술이 아니더라도 더 잘 확산될 수 있는 적정기술을 포함하여 시스템의 강건성과 자주권을 제공할 수도 있다.

### 비공식적 홍보
기술 이전은 또한 잉윙 매리언 카우프만 재단(Ewing Marion Kauffman Foundation)과 미국 대학 기술 관리자 협회(AUTM)와 같은 다양한 단체가 주최하는 콘퍼런스, 그리고 메릴랜드에 있는 Center for Advancing Innovation과 같은 조직의 "도전" 경쟁을 통해서도 비공식적으로 홍보된다. AUTM은 3,100명 이상의 기술 이전 전문가와 800개 이상의 대학, 연구 센터, 병원, 기업 및 정부 기관을 대표한다.
기술 이전의 가장 자주 사용되는 비공식적 수단은 교육, 연구, 전문적인 의견 교환, 인력 이동, 세미나, 워크숍 등을 통한 것이다.
기술 관리자들 간의 다양한 형태의 협력을 강화하여 모범 사례와 경험의 "비공식적인" 이전을 촉진하는 수많은 전문 협회와 TTO 네트워크가 존재한다.
AUTM 외에도 유럽 과학 기술 이전 전문가 협회(ASTP), 기술 이전 전문가 연합(ATTP), 국제 라이선싱 경영자 협회(LES), Praxis Auril 등이 있다. 또한 멕시코의 기술 이전 사무소 전국 협회(Red OTT Mexico), 브라질 혁신 기술 이전 관리자 포럼(FORTEC), 필리핀 기술 이전 전문가 연합(AToP), 남아프리카 연구 혁신 관리 협회(SARIMA) 등과 같은 국가 기술 이전 협회 및 네트워크도 있다.
이들은 기술 이전 분야에서 전문가들 간의 협력과 모범 사례 및 경험의 교환을 촉진한다. 오늘날 국제 기술 이전은 코로나19, 기후 변화 또는 사이버 공격과 같은 전 세계적인 문제에 대한 해결책을 찾기 위해 사람들을 한자리에 모으는 가장 효과적인 방법 중 하나로 간주된다.

### 지식 재산권 정책
산업 또는 다른 기관과 협력하고자 하는 대학 및 연구 기관은 효과적인 지식 재산권 관리 및 기술 이전을 위해 기관 지식 재산권 정책을 채택할 수 있다. 이러한 정책은 상업화 파트너(산업 스폰서, 컨설턴트, 비영리 조직, 중소기업, 정부) 및 연구 이해관계자(연구원, 기술자, 학생, 방문 연구원 등)가 지식, 기술 및 지식 재산권에 접근하고 공유할 수 있는 구조, 예측 가능성 및 환경을 제공한다. 국가 지식 재산권 전략은 정부가 지식 재산권 정책 목표를 실현하기 위해 취하는 조치이다.

## 조직
연구 결과가 과학적 및 상업적 흥미를 유발할 수 있지만, 특허는 일반적으로 실용적인 과정에 대해서만 발행되므로 연구자가 아니더라도 누군가는 특정 실용적인 과정을 내놓아야 한다. 또 다른 고려 사항은 상업적 가치이다. 예를 들어, 핵융합을 달성하는 방법은 많지만, 상업적 가치가 있는 것은 작동에 필요한 에너지보다 더 많은 에너지를 생성하는 방법이다. 연구를 상업적으로 활용하는 과정은 매우 다양하다. 여기에는 라이선스 계약 또는 새로운 기술을 시장에 출시하는 데 따른 위험과 보상을 공유하기 위한 합작 투자 및 파트너십 설정이 포함될 수 있다. 스핀아웃과 같은 다른 기업 형태는 호스트 조직이 새로운 기술을 개발하는 데 필요한 의지, 자원 또는 기술이 없을 때 사용된다. 종종 이러한 접근 방식은 개발 과정에 자금을 조달하는 수단으로 벤처 캐피털(VC)을 모금하는 것과 관련된다. 연구 스핀오프 기업은 캐나다에서 상업화의 인기 있는 수단이며, 캐나다 대학 연구의 라이선스 비율은 미국에 비해 훨씬 낮다.
학자 제프리 스토프(Jeffrey Stoff)와 알렉스 조스크(Alex Joske)는 중국공산당의 통일전선 "영향력 기구가 전 세계 기술 이전 기구와 교차하거나 직접적으로 지원한다"고 주장했다.

### 기술 이전 사무소
많은 대학과 연구 기관, 그리고 정부 기관은 이제 상업적 잠재력이 있는 연구와 이를 활용하기 위한 전략을 식별하는 데 전념하는 기술 이전 사무소(TTO, "Tech Transfer" 또는 "TechXfer"라고도 함)를 두고 있다. 기술 이전 사무소는 일반적으로 대학의 지식 재산권 자산과 지식 및 기술을 산업계로 이전하는 것을 관리하기 위해 대학 내에 설립된다. 때로는 기관의 사명에 따라 민간 부문과의 모든 상호 작용 또는 계약 관계, 또는 다른 책임이 포함되기도 한다. 이러한 사무소의 일반적인 명칭은 다르다. 몇 가지 예로는 기술 라이선스 사무소(TLO), 기술 관리 사무소, 연구 계약 및 지식 재산권 서비스 사무소, 기술 이전 인터페이스, 산업 연계 사무소, 지식 재산권 및 기술 관리 사무소, 기술 혁신 핵심(Nucleus of Technological Innovation) 등이 있다.
기술 이전 사무소는 연구 기관, 정부, 심지어 대규모 다국적 기업을 대신하여 일할 수 있다. 스타트업과 스핀아웃이 고객인 경우, 사업 지분 대신 상업적 수수료가 면제되기도 한다. 기술 이전 과정의 잠재적 복잡성으로 인해 기술 이전 조직은 종종 경제학자, 엔지니어, 변호사, 마케터 및 과학자를 포함하는 다학제적인 경우가 많다. 기술 이전 과정의 역동성은 그 자체로 주목을 받아왔으며, 여러 전문 학회와 저널이 존재한다.

### 기술 및 혁신 지원 센터
기술 및 혁신 지원 센터(TISCs)는 혁신가들이 특허 정보, 과학 및 기술 문헌, 검색 도구 및 데이터베이스에 접근하고 이러한 자원을 보다 효과적으로 사용하여 혁신, 기술 이전, 상업화 및 기술 활용을 촉진하도록 돕는다. WIPO TISCs 프로그램은 현재 80개국 이상을 지원한다. WIPO는 전 세계 여러 국가의 대학 및 기타 기관에 TISC를 설립하고 개발하는 데 회원국을 지원한다. TISC가 제공하는 서비스에는 다음이 포함될 수 있다.
- 온라인 특허 및 비특허(과학 및 기술) 자원 및 지식 재산권 관련 출판물 접근
- 기술 정보 검색 및 검색 지원
- 데이터베이스 검색 교육
- 주문형 검색(신규성, 최신 기술 및 침해)
- 기술 및 경쟁자 모니터링
- 산업 재산권 법률, 관리 및 전략, 기술 상업화 및 마케팅에 대한 기본 정보

### 과학기술단지
사이언스 파크는 일반적으로 대학이나 연구 기관에 소속된 지역으로, 기술 이전 및 오픈 이노베이션을 통해 그 안에 있는 기업의 성장을 수용하고 촉진한다.

### 기술 인큐베이터
기술 비즈니스 인큐베이터(TBIs)는 스타트업 기업과 개인 기업가에게 훈련, 중개 및 자금 조달을 포함한 다양한 서비스를 제공하여 사업 개발을 돕는 조직이다.

### 지식 재산권 시장
지식 재산권 시장은 혁신가들이 잠재적 파트너 및 고객과 연결될 수 있도록 하는 인터넷 기반 플랫폼이다. 예를 들어, 온라인 플랫폼인 WIPO GREEN은 특정 지식 이전 분야에서 협력을 가능하게 하고 기술 제공자와 기술 수요자 간의 매칭을 촉진한다.

## 정부 및 지식 재산권 지원
1980년 이후 기술 이전 중개기관이 현저히 증가했는데, 이는 바이-돌 법안과 다른 국가들의 동등한 법안에 의해 크게 자극되어 연구 활용에 추가적인 인센티브를 제공했기 때문이다. 기술 이전에 대한 관심이 증대되면서 TTO부터 바이-돌 법안 조항 밖에서 활동하는 지식 재산권 '트롤'에 이르기까지 이 분야에서 여러 형태의 중개 기관이 활동하고 있다. 착취 위험 때문에 정부, 연구 기관 및 대학에 의한 지식 재산권 정책, 교육 및 시스템 지원은 세계 지식 재산권 기구 및 유럽 연합과 같은 국제 및 지역 중심의 조직이었다.

### 파트너십 중개자
미국 정부의 연간 예산은 1,000억 달러 이상이 연구 개발 활동에 투자되며, 이는 정부 연구소 내에서 새로운 발명과 기술의 지속적인 파이프라인을 만들어낸다. 바이-돌 법안을 포함한 법률을 통해 의회는 협력 연구 개발 협정, 특허 라이선스 협정, 교육 파트너십 협정, 주/지역 정부 파트너십과 같은 기술 이전 메커니즘을 통해 민간 부문이 상업적 잠재력이 있는 기술을 사용하도록 장려한다.
"파트너십 중개자"는 주 또는 지방 정부의 기관 또는 주 또는 지방 정부가 소유, 인가, 자금 지원 또는 운영하거나 그 대리인으로 운영되는 비영리 단체를 의미한다. 이는 소기업, 1965년 고등 교육법(20 USC § 1141 [a]) 201(a)조에 정의된 고등 교육 기관, 또는 미국 법전 10편 2194조의 의미 내의 교육 기관 중 연방 연구소의 기술 관련 지원을 필요로 하거나 명백히 생산적으로 활용할 수 있는 곳을 지원, 상담, 조언, 평가하거나 기타 방식으로 협력하는 단체이다. 여기에는 1988년 옴니버스 무역 및 경쟁법(15 USC § 2781) 5121조에 따라 체결된 협력 협정을 통해 자금을 받는 주 프로그램이 포함된다.

## 코로나19 팬데믹 기간 동안
기술 이전은 코로나19 백신에 대한 전 세계적 접근을 가능하게 함으로써 글로벌 공중 보건 문제에 직접적으로 기여했다. 2021년 동안 백신 개발업체들은 200개 이상의 기술 이전 계약을 체결했다. 한 가지 예로는 아스트라제네카가 인도세룸인스티튜트와 일본의 다이이찌산쿄와 아스트라제네카에 대한 라이선스 및 기술 이전 계약을 체결하여 코로나19 백신을 공급한 것이 있다. 이 백신은 옥스퍼드 대학교와 협력하여 개발되었다. 이 과정에서 지식 재산권은 해결책의 일부이자 코로나19 치료제에 대한 저렴한 전 세계적 접근을 용이하게 하는 중요한 도구였다. 이는 의약품 특허 풀(Medicines Patent Pool, MPP)과 제약 회사인 머크 그룹 및 화이자 간의 두 가지 라이선스 계약에서도 마찬가지였다.

## 단점
연구를 생산으로 전환하려는 인센티브에도 불구하고 실제적인 측면은 실제로 수행하기 어려울 때가 있다. 예를 들어, 국방부의 기술 준비 수준(TRL)을 기준으로 보면, 연구는 TRL 1-3에 초점을 맞추는 경향이 있는 반면, 생산 준비는 TRL 6-7 이상에 초점을 맞추는 경향이 있다. TRL-3에서 TRL-6으로 전환하는 것은 일부 조직에서 어려운 것으로 입증되었다. 연구(시제품)를 생산(다양한 조건에서 완전히 테스트되고, 신뢰할 수 있고, 유지 보수 가능 등)으로 서둘러 전환하려고 시도하면 예상보다 비용과 시간이 더 많이 소요되는 경향이 있다.
기술 이전에서의 권력 정치 및 현실 정치적 동기는 파괴적인 응용 분야에서 부정적인 요인으로 인식된다. 독재 정권으로의 기술 이전은 과학적 목적에 방해가 된다고 여겨진다.

## 같이 보기
- 바이-돌 법안
- 비즈니스 인큐베이터
- 혁신의 전파
- 발견
- 국제 라이선싱 경영자 협회
- 제품 개발
- 오픈 이노베이션
- 선행 기술
- 기술 평가
- 기술 라이선스 사무소
- 천인계획